# Томаж-над-Войником
Томаж-над-Войником (словен. Tomaž nad Vojnikom) — поселення в общині Войник, Савинський регіон, Словенія. 
Висота над рівнем моря: 323 м.